# Black Pumas
Black Pumas sono un gruppo musicale statunitense formatosi a Austin in Texas, formato da Eric Burton e Adrian Quesada.

## Carriera
Pubblicano il loro primo album in studio Black Pumas nell'estate 2019, attirando l'attenzione della critica di settore.
Si sono esibiti al South by Southwest nel 2019 e hanno vinto il premio come migliore band esordiente agli Austin Music Awards del 2019. Nel dicembre 2020, hanno ricevuto la candidatura come miglior artista esordiente ai 62º Grammy Awards.
I Black Pumas hanno fatto il loro debutto in TV sul canale CBS all'interno del programma CBS This Morning e in seguito si sono esibiti al Jimmy Kimmel Live!
Nel 2020 la band si è esibita in svariate trasmissioni televisive tra cui The Ellen DeGeneres Show, The Tonight Show Starring Jimmy Fallon, Late Night with Seth Meyers e The Late Show con Stephen Colbert.
Ai 63° Grammy hanno ricevuto tre candidature, di cui una come miglior album in studio.

## Formazione
- Eric Burton (cantautore)
- Adrian Quesada (chitarrista/produttore)

## Discografia

### Album in studio
- 2019 – Black Pumas
- 2023 – Chronicles of a Diamond

### Singoli
- 2018 - Black Moon Rising
- 2019 - Colors
- 2020 - OCT 33
- 2020 - Fire
- 2020 - I'm Ready
- 2020 - Christmas Will Really Be Christmas
- 2021 - Strangers (feat. Lucius)
- 2023 - More Than a Love Song

## Riconoscimenti
- 2020 - Grammy Awards
  - Candidati come Miglior artista esordiente
- 2021 - Grammy Awards
  - Candidati come Registrazione dell'anno
  - Candidati come Best American Roots Performance
  - Candidati come Album dell'anno
- 2022 - Grammy Awards
  - Candidati come Migliore performance rock
  - Candidati come Miglior album rock